# Harpalobrachys leiroides
Harpalobrachys leiroides är en skalbaggsart som beskrevs av Victor Ivanovitsch Motschulsky. Harpalobrachys leiroides ingår i släktet Harpalobrachys och familjen jordlöpare. Inga underarter finns listade i Catalogue of Life.